# Gare de Bruay-en-Artois
La gare de Bruay-en-Artois est une gare ferroviaire française de la ligne de Bully - Grenay à Brias, située sur le territoire de la commune de Bruay-la-Buissière, dans le département du Pas-de-Calais, en région Hauts-de-France.

## Situation ferroviaire
Établie à 73 mètres d'altitude, la gare de Bruay-en-Artois est située au point kilométrique (PK) 233,9xx de la ligne de Bully - Grenay à Brias.

## Histoire
Le bâtiment voyageurs de la gare de Bruay-en-Artois est ouvert le 1er octobre 1878.
En 1882, la gare de Bruay accueille 8411 voyageurs.
Le trafic voyageurs est fermé en 1958, le trafic de marchandises cesse son activité dans les années 1980. Le site abandonné fait l'objet d'une reconversion. La halle sert de marché local, le bâtiment voyageurs, appelé « Espace Bully-Brias », est transformé en mairie-annexe.
Un projet de création de ligne reliant Béthune à Bruay est lancé en 2015. Un nouveau site est prévu à Bruay pour servir de terminus à cette ligne.